# Монастирські
Монастирські (пол. Monasterscy) — шляхетський рід часів Королівства Яґеллонів, гілка роду Бучацьких, Язловецьких. Герб — Абданк.

## Відомості
Засновником вважається власник Монастириська Ян Монастирський — син Теодорика Бучацького-Язловецького.

### Особи
- Ян, дружина — Барбара Олеська
  - Миколай — староста червоногородський, каштелян кам'янецький, дружина — Ева Подфіліпська
    - Єжи (Юрій) Монастирський-Язловецький — гетьман великий коронний, дружина — Ельжбета Тарло.